# Górne (województwo zachodniopomorskie)
Górne – osada w Polsce położona w województwie zachodniopomorskim, w powiecie pyrzyckim, w gminie Pyrzyce.
W latach 1975–1998 miejscowość położona była w województwie szczecińskim.